# Rio Groposu
O Rio Groposu é um rio da Romênia, afluente do Bârzava, localizado no distrito de Caraş-Severin.